# Josefina Nordmark
Josefina Nordmark, född 1971, är en svensk arkitekt.
Josefina Nordmark växte upp i Kalix. Hon utbildade sig till arkitekt på Chalmers tekniska högskola i Göteborg, med examen 1997. Hon arbetade därefter på bland andra Wingårdhs i Göteborg, Landström arkitekter i Stockholm och MAF Arkitektkontor i Luleå innan hon grundade arkitektkontoret Nordmark & Nordmark i Luleå.
Josefina Nordmark vann Statens fastighetsverks tävling om ett nytt svenskt ambassadresidens i Santiago de Chile. Huset blev färdigt 2006 och valdes fyra år senare ut till utställningen ”00-tal”. 
År 2003 mottog Josefina Nordmark Norrbottens Byggmästareförenings stora byggpris och 2005 utsågs hon att delta i Arkitektur- och designmuseets utställning ”Ung Svensk Arkitektur". År 2014 tilldelades Josefina Nordmark Luleå kommuns företagarstipendium År 2016 utsågs hon till Årets företagare på Luleå Business Awards och blev samma år adjungerad professor i arkitektur på Luleå tekniska universitet.

## Utmärkelser och priser i urval
- 2003 Norrbottens Byggmästareförenings stora byggpris[5]
- 2016 Årets företagare på Luleå Business Awards[7]